# Alexander Baring (6e baron Ashburton)
Pour les articles homonymes, voir Alexander Baring, Baring et Ashburton.
Alexander Francis St Vincent Baring (7 avril 1898 - 12 juin 1991), est un homme d'affaires et homme politique britannique. Il est le 6e baron Ashburton.

## Jeunesse
Baring est né le 7 avril 1898. Il est le fils unique de Francis Baring (5e baron Ashburton), et de Claire Hortense. Par son père, il est membre de la Famille Baring et descendant de l'homme d'État américain William Bingham. Il a quatre sœurs, dont une seule mariée, l'hon. Aurea Vera Baring, l'épouse du major Charles Balfour (petit-fils de Mark McDonnell, 5e comte d'Antrim).
Son grand-père maternel est l'homme d'État français Hugues-Bernard Maret, duc de Bassano, et ses grands-parents paternels sont Alexander Baring (4e baron Ashburton), député de Thetford, et l'hon. Leonora Digby (fille d'Edward Digby (9e baron Digby)).
Il fait ses études au Collège d'Eton et au Collège militaire royal de Sandhurst.

## Carrière
De 1917 à 1923, pendant la Première Guerre mondiale, il est en service actif comme lieutenant avec les Royal Scots Greys. Après la guerre, il est directeur général de la banque familiale, Baring Brothers, de 1928 à 1962.
Pendant la Seconde Guerre mondiale, il sert dans l'armée de l'air auxiliaire comme lieutenant d'aviation en 1939 et capitaine de groupe de 1939 à 1944. Après la guerre, il reprend sa carrière en tant que directeur de la banque dans la City de Londres, avant de devenir président de 1962 à 1968. Il est également administrateur d'Alliance Assurance (de 1932 à 1968), membre du Comité de Londres de la Hong Kong and Shanghai Banking Corporation (de 1935 à 1939), administrateur de Pressed Steel Company (de 1944 à 1966).
Ashburton est lieutenant adjoint du Hampshire de 1951 à 1973 (où il est membre du conseil du comté de Hampshire) et vice-lieutenant du Hampshire de 1951 à 1960. De 1960 à 1973, il est Lord Lieutenant et Custos Rotulorum du Hampshire et de l'île de Wight. De 1961 à 1967, il est président de l'Autorité de police du Hampshire et grand intendant de Winchester en 1967.
Il est trésorier du King Edward VII Hospital Fund de Londres de 1955 à 1964 et administrateur du King George V Jubilee Trust de 1949 à 1968. De 1961 à 1973, il est receveur général du duché de Cornouailles. Il est Chevalier de justice du Vénérable Ordre de Saint-Jean (1960), Chevalier commandant de l'ordre royal de Victoria (distinctions d'anniversaire de 1961) et Chevalier Compagnon de l'Ordre de la Jarretière (1969)

## Vie privée
Le 17 novembre 1924, il est marié à L'honorable Doris Harcourt (1900-1981), la fille aînée de Lewis Harcourt (1er vicomte Harcourt), et Mary Ethel Burns (une nièce de John Pierpont Morgan et petite-fille de Junius Spencer Morgan). Grâce à elle, la famille acquiert les célèbres «émeraudes Harcourt». Ensemble, ils sont les parents de deux fils :
- John Baring (7e baron Ashburton) (1928–2020), qui épouse Susan Mary Renwick, fille de Robert Renwick, 1er baron Renwick. Ils divorcent en 1984 et il se remarie à Sarah Cornelia Spencer-Churchill, une fille de John George Spencer-Churchill, une petite-nièce du premier ministre Winston Churchill.
- Robin Alexander Baring (né en 1931), qui épouse Anne Caroline Thalia Gage (née en 1931), fille aînée du haut shérif du Shropshire, major Edward FP Gage du Château de Combecave, en 1960.

Ashburton et sa famille vivent dans le Hampshire, où il est actif dans la vie publique, et plus tard  Lord Lieutenant du comté.
Ashburton est décédé en 1991. La baronnie passe à son fils aîné, John. Depuis sa mort, sa bannière Garter est exposée à la cathédrale de Winchester.